# Ingo Appelt
Ingo Appelt (Innsbruck, 11 de diciembre de 1961) es un deportista austríaco que compitió en bobsleigh en la modalidad cuádruple.
Participó en dos Juegos Olímpicos de Invierno, obteniendo una medalla de oro en Albertville 1992, en la prueba cuádruple (junto con Harald Winkler, Gerhard Haidacher y Thomas Schroll), y el séptimo lugar en Calgary 1988, en la misma prueba.
Ganó una medalla de bronce en el Campeonato Mundial de Bobsleigh de 1990 y dos medallas en el Campeonato Europeo de Bobsleigh, oro en 1989 y plata en 1990.

## Palmarés internacional
| Juegos Olímpicos   | Juegos Olímpicos      | Juegos Olímpicos  | Juegos Olímpicos |
| Año                | Lugar                 | Medalla           | Prueba           |
| ------------------ | --------------------- | ----------------- | ---------------- |
| 1992               | Albertville (Francia) | Medalla de oro    | Cuádruple        |
| Campeonato Mundial |                       |                   |                  |
| Año                | Lugar                 | Medalla           | Prueba           |
| 1990               | Sankt Moritz (Suiza)  | Medalla de bronce | Cuádruple        |
| Campeonato Europeo |                       |                   |                  |
| Año                | Lugar                 | Medalla           | Prueba           |
| 1989               | Winterberg (RFA)      | Medalla de oro    | Cuádruple        |
| 1990               | Igls (Austria)        | Medalla de plata  | Cuádruple        |